# Taxithelium subandinum
Taxithelium subandinum är en bladmossart som beskrevs av Theodor Carl Karl Julius Herzog 1910. Taxithelium subandinum ingår i släktet Taxithelium och familjen Sematophyllaceae. Inga underarter finns listade i Catalogue of Life.